# 7849 Janjosefrič
7849 Janjosefrič è un asteroide della fascia principale. Scoperto nel 1996, presenta un'orbita caratterizzata da un semiasse maggiore pari a 2,7318043 UA e da un'eccentricità di 0,0964637, inclinata di 6,02331° rispetto all'eclittica.